# Мало-Буялицька волость
Мало-Буялицька волость — історична адміністративно-територіальна одиниця Одеського повіту Херсонської губернії.
Станом на 1886 рік складалася з 1 поселення, 1 сільської громади. Населення — 1937 осіб (1010 чоловічої статі та 927 — жіночої), 222 дворових господарства.
|                     | Площа, десятин | У тому числі орної, дес. |
| ------------------- | -------------- | ------------------------ |
| Сільських громад    | 9848           | 3224                     |
| Приватної власності | —              | —                        |
| Казенної власності  | —              | —                        |
| Іншої власності     | 120            | 45                       |
| Загалом             | 9968           | 3269                     |

Поселення волості:
- Малий Буялик (Аджелик) — колонія німців при балці Аджелицькій за 25 верст від повітового міста, 1937 осіб, 222 двори, православна церква, школа, поштова станція, 5 лавок.